# Districte de Cabanilla
El districte de Cabanilla, al Perú, és un dels 10 districtes de la província de Lampa al departament de Puno. El 2007 tenia 5.573 habitants. Té una superfície de 443,04 km².